# Jonathan Yamil López
Jonathan Lopez (Chajarí, Entre Ríos, Argentina, 19 de enero de 1989) es un futbolista argentino. Juega actualmente de delantero en Gimnasia y Esgrima de Concepción del Uruguay.

## Trayectoria
Jonathan López nació futbolísticamente en el Club Atlético Independiente de Villa del Rosario, donde desde pequeño se destacaba del resto de sus compañeros por sus sobrantes habilidades técnicas. Fue reclutado por un ojeador de jóvenes talentos y fue desde entonces que arribo a la ciudad de Rafaela, provincia de Santa Fe.
En Atlético Rafaela debutó profesionalmente en el año 2006 de la Primera "B" Nacional . En la temporada 2008/09 fue cedido al Arsenal de Sarandí. Lopez fue transferido en el 2010 mandado a préstamo por un año con una opción de compra al Peñarol. Debutó oficialmente en dicho equipo el 20 de noviembre en un encuentro contra Defensor Sporting en el cual arrancó de suplente y pudo jugar los últimos 10 minutos.
Actualmente forma parte de la plantilla titular del Club Atlético independiente de Chivilcoy siendo el delantero referente del equipo.

## Clubes
| Club                                         | País      | Temporada       |
| -------------------------------------------- | --------- | --------------- |
| Atlético Rafaela                             | Argentina | 2006 - 2009     |
| Arsenal (Cedido)                             | Argentina | 2009 - 2010     |
| Peñarol (Cedido)                             | Uruguay   | 2010            |
| Atlético Rafaela                             | Argentina | 2011            |
| Defensa y Justicia                           | Argentina | 2012            |
| Atlético Rafaela                             | Argentina | 2012 - 2013     |
| Patronato                                    | Argentina | 2013 - 2014     |
| All Boys                                     | Argentina | 2014 - 2015     |
| Atlanta                                      | Argentina | 2016            |
| Ben Hur                                      | Argentina | 2016 - 2017     |
| Atlético Pilar                               | Argentina | 2018 - 2019     |
| Defensores de Belgrano ( villa ramallo)      | Argentina | 2019 - 2020     |
| Independiente de Chivilcoy                   | Argentina | 2021 - 2022     |
| Villa Mitre                                  | Argentina | 2022 - 2023     |
| Gimnasia y Esgrima de Concepción del Uruguay | Argentina | 2023            |
| Independiente de Chivilcoy                   | Argentina | 2023            |
| Cólon de Chivilcoy                           | Argentina | 2023 - presente |